# کاربند، شهرستان فضولی
کاربند (به لاتین: Qərvənd) یک منطقهٔ مسکونی در جمهوری آرتساخ است که در استان مارتونی واقع شده‌است.